# Quadrimaera ariadne
Quadrimaera ariadne is een vlokreeftensoort uit de familie van de Maeridae. De wetenschappelijke naam van de soort is voor het eerst geldig gepubliceerd in 1996 door Krapp, Marti & Ruffo.